# NGC 7220
NGC 7220 est une galaxie lenticulaire située dans la constellation du Verseau. Sa vitesse par rapport au fond diffus cosmologique est de 4 986 ± 35 km/s, ce qui correspond à une distance de Hubble de 73,6 ± 5,2 Mpc (∼240 millions d'al). NGC 7220 a été découverte par l'astronome américain Frank Muller en 1886.
À ce jour, une seule mesure non basée sur le décalage vers le rouge (redshift) donne une distance d'environ 89,9 Mpc (∼293 millions d'al). Cette valeur est à l'extérieur des valeurs de la distance de Hubble. Notons que c'est avec la valeur moyenne des mesures indépendantes, lorsqu'elles existent, que la base de données NASA/IPAC calcule le diamètre d'une galaxie et qu'en conséquence le diamètre de NGC 7220 pourrait être d'environ 49,2 kpc (∼160 000 al) si on utilisait la distance de Hubble pour le calculer.